# Известково-щелочная магматическая серия
Известково-щелочная серия магматических горных пород — генетическая серия эволюции магмы Земли в петрологии.

## Определение
Известково-щелочная серия (далее, CA-серия) — генетическая серия дифференциального ряда магматических горных пород (г.п.), состав которых эволюционирует от исходной мафической магмы, обогащённой магнием и железом, до салической магмы, обеднённой этими элементами. CA-серия обладает следующими отличительными признаками:
1. Увеличение содержания кремнезёма от ранних к поздним стадиям магматизма от 52 до 70 % (среднее модальное содержание SiO2 — 59 %)[1]
2. Отсутствие тренда обогащения железом с ростом SiO2 (тренд Боуэна).
3. Отношение FeO*/MgO толерантно к содержанию SiO2 (остаётся приблизительно постоянным)
4. Повышенная глиноземистость г.п., до 16-18 %[2]
5. Значения кислотно-щелочного индекса Пикока — 56-61(возможно, от 51 до 66 — при включении пород щелочно-кальциевой серии по М. Пикоку)[3]
6. Относительно высокие содержания щёлочноземельных (Mg, Са) и щелочных металлов в породах.
7. Присутствие ортопироксена в матриксе средне-основных вулканитов при отсутствии пижонита.

Первые 3 признака, проистекают из сложившегося предположения о происхождении и эволюции исходной известково-щелочной магмы, что обосновывает их как главные отличительные черты CA-серии. Тем не менее, нельзя не учитывать и другие признаки, выделенные в разные годы разными исследователями. В комплексе они позволяют провести достаточно точное определение.

## Методы определения
Методы определения принадлежности ассоциации г.п. к данной серии разрабатывались преимущественно для вулканических образований и характеризуются весьма различными подходами. Среди прочих выделяются два исторически-проверенных классификационных метода, в основе которых лежат построения на
тройных диаграммах.:
- тройная диаграмма AFM` в весовых процентах c нанесённой линией Куно или линией Ирвинга[4],
- тройная диаграмма Йенсена в катионных процентах[5].

Существует также алгоритм разделения главных магматогенных серий, включая и известково-щелочную [1]:
1. толеитовые и известково-щелочные отделяются от субщелочных и щелочных серий г.п. на графике (K2O+Na2O)-SiO2 по следующим уравнениям: K2O+Na2O=0,3694SiO2 — 14,3917 (при SiO2 < 67 %) и K2O+Na2O=7,9205 (при SiO2 > 67 %);
2. толеитовые и известково-щелочные серии разделяются на графике FeO*/MgO-SiO2 по уравнению: FeO*/MgO = 0,1562SiO2 — 6,685 (критерий Мияширо);
3. субщелочные и щелочные серии разделяются по отсутствию (для первых) или наличию (для вторых) модальных фельдшпатоидов (нефелин, лейцит и др.) и/или по граничному содержанию нормативного фельдшпатоида — 7-10 %.

## Размещение
Породы известково-щелочной серии преобладают в составе энсиалических (заложенные на континентальной коре) вулканических дуг активных континентальных окраин. Вследствие дальнейшего развития этих сегментов земной коры, дуги могут причленяться к материку, образуя подвижные (складчатые) пояса, что обусловливает наличие пород CA-серии в их пределах (чаще, в центральных частях этих структур). Для энсиматических (заложенных на океанической коре) вулканических дуг CA-серия значительно менее характерна: либо полностью отсутствует, либо составляет не более 10 % от общего объёма магматитов (Марианская дуга).

### Генезис
Процесс образования продуктов CA-серии во многом антагоничен формированию пород толеитовой серии. Главным отличием является редокс магм: породы CA-серии отличаются от образований толеитовой серии окислительным потенциалом исходной магмы (толеитовые магмы восстановлены/лись, а СА — окислены/лись). Когда мафическая, полученная из базальтового субстрата, магма кристаллизуется в ней образуются сравнительно богатые магнием и обеднённые железом формы силикатных минералов — оливина и пироксена. В результате содержание железа в толеитовой магме увеличивается, по мере того как расплав обедняется минералами бедными железом. В то же время известково-щелочная магма достаточно окислена (обладает достаточным окислительным потенциалом), чтобы осадить значительные количества оксида железа (магнетита). При этом содержания железа в CA-магме при её остывании остается более устойчивым, по сравнению с толеитовыми магмами.
Разница между известково-щелочной и толеитовой сериями может быть показана на диаграмме AFM`, отображающей относительные весовые пропорции компонент: А (Na2O+K2O), F (FeO+Fe2O3) и M (MgO). При остывании, в магматической камере в твёрдую фазу переходит значительно больше железа и магния, чем щелочей. В результате продукты магматической деятельности продвигаются в сторону «щелочного угла» диаграммы (имеют щелочной тренд). В толеитовых магмах при остывании расплав быстро обедняется магнием, из-за образования, обогащённых этим элементом, минералов. Таким образом, продукты толеитовой магмы со временем перемещаются из «магнезиального» угла диаграммы в сторону щелочного. Однако в CA-магме при образовании магнетита железо-магниевое отношение остаётся относительно постоянным, так что фигуративные точки образуют линию близкую к прямой, направленной в сторону «щелочного» угла диаграммы AFM`.
Предполагается, что породы CA-серии являются продуктами фракционной кристаллизации и, по крайней мере, частично происходят от базальтовых и андезитовых магм, сформировавшихся в мантии. Описанные выше тренды на диаграмме AFM` могут объясняться разными причинами. Многие из них фокусируются на содержании воды и степени окисления магмы. Считается, что процесс образования CA-магм обусловлен частичным плавлением субдуцируемого материала и мантийных перидотитов под воздействием поднимающегося флюидного (водного) потока и расплавов от погружающегося слеба. Механизмы эволюции известково-щелочной магмы включают фракционную кристаллизацию, ассимиляцию континентальной коры и смешивание с частичным расплавов континентальной коры.